# James Breen (Politiker)
James Breen (* 23. Mai 1945 im County Clare) ist ein früherer irischer Politiker. Von 2002 bis 2007 war er Teachta Dála im Dáil Éireann, im Unterhaus des irischen Parlaments.
Breen war die Vertrauensperson der Gewerkschaft SIPTU bei De Beers in Shannon. 1991 wurde er erstmals in den Clare County Council gewählt und hielt den Sitz bis 2004. Bis 2000 war er Mitglied der Fianna Fáil. Er wurde bei den Wahlen zum Dáil Éireann 2002 für den Wahlkreis Clare als unabhängiger Kandidat in den Dáil gewählt. Diesen Sitz verlor er aber bei den Wahlen 2007 wieder. Breen wurde aber bei den Kommunalwahlen 2009 erneut in den Clare County Council gewählt. Diesen Sitz konnte er 2014 verteidigen, trat dann jedoch 2019 nicht mehr an.
James Breen ist mit Eileen verheiratet.